# Silvermane
Silvermane är en superskurk i Marvel Comics som skapades av Stan Lee och John Buscema. Han dök upp för första gången i Amazing Spider-Man, Vol. 1 #73 (juni 1969).

## Fiktiv biografi
Silvermane är cirka 80 år gammal och är en så kallad brottskung. Han kommer ursprungligen från Corleone i Sicilien och började sin kriminella karriär som en svindlare i en brottsorganisation som kallades "Maggia", men arbetade sig uppåt och blev eventuellt en organisatör och mästerbrottsling.
Silvermanes territorium är USA:s västkust. Till sina största rivaler hör Kingpin, som har sitt brottsliga imperium på östkusten. Deras ligor är ofta i krig mot varandra och försöker ibland att ta över varandras verksamheter, men har i sällsynta fall även samarbetat mot sina gemensamma fiender, så som Spindelmannen.
Han har anställt ett flertal brottslingar, bland annat Hammerhead.
Han har länge strävat efter att få bli ung igen. Under sitt första framträdande tvingade han Curt Connors till att göra ett mystiskt ungdomsserum från en forntida hieroglyftavla. Under denna operation hamnade han i strid emellan Lizard och Spindelmannen. Att dricka serumet gjorde Silvermane yngre, men dess effekt ledde honom till att bli ett spädbarn och nådde slutligen punkten innan födseln och gick upp i rök. Han dök så småningom mystiskt upp igen.
Han fick senare sin kropp ersatt av en cyborgkropp och blev näst intill osårbar. Han blev dock dödad under en strid mot Owls gäng på en soptipp i New York. Han plockades upp av en magnet och släpptes ner i en skrotkompaktor där han krossades till döds.

## I andra medier
- Silvermane dyker upp i 1981 års TV-serie av Spindelmannen, med röst av Paul Winchell. I avsnittet "Wrath of the Sub-Mariner" anländer han och Man Mountain Marko till New York från Västkusten för att hålla en konferens med Kingpin och andra brottskungar.

- Silvermane dyker upp i 1994 års TV-serie av Spindelmannen, med röst av Jeff Corey (gammal man), Townsend Coleman (vuxen), Matthew McCurley (barn) och Cannon Young (spädbarn). Han dyker först upp i dubbelavsnittet "Insidious Six"/"Battle of the Insidious Six", där han, Kingpin och andra brottskungar startar ett krig mot varandra. Spindelmannen räddar Silvermane från Kingpins Insidious Six, omedveten om att han är en brottsling. Därefter dyker han upp i dubbelavsnittet "Tablet of Time"/"Ravages of Time", där han beordrar Tombstone att stjäla tidstavlan och kidnappa Dr. Curt Connors för att studera dess krafter. Tidstavlans krafter kan göra människor unga igen, vilket är vad Silvermane eftersträvar. Men effekten blir alldeles för kraftfull då Silvermane reduceras till ett spädbarn. Han dyker här näst upp som ett spädbarn i avsnittet "Partners". Han har dock behållit sitt vuxna intellekt. Han och Alisha beordrar Alistair Smythe att kidnappa Black Cat (Felicia Hardy) för att utpressa Spindelmannen att fånga in Scorpion. Silvermane tror att han kan använda Scorpion genetiska struktur för att bli vuxen igen. Vulture tror att han själv kan använda Silvermanes labb för att göra sig permanent ung. Vulture ingriper under Silvermanes åldringsprocess, vilket gör Silvermane äldre än vad han hade planerat.

- Silvermane dyker upp i The Spectacular Spider-Man, med röst av Miguel Ferrer. I avsnittet "Gangland" dyker han upp som en gangsterboss i ett gängkrig med Tombstone och Doktor Octopus.